# Adelaide Symphony Orchestra
Das Adelaide Symphony Orchestra (ASO) ist ein Sinfonieorchester in Adelaide, Südaustralien. Die Hauptspielstätte des Orchesters ist die Adelaide Town Hall. Andere Spielstätten die Elder Hall der University of Adelaide und das Adelaide Festival Centre. Das ASO zeichnet auch verantwortlich für die musikalische Unterstützung des Australian Ballets, der State Opera of South Australia und ist Hauptensemble des Adelaide Festivals.

## Geschichte
1936 wurde aus dem 50 Musiker umfassenden South Australian Orchestra das Adelaide Symphony Orchestra gebildet – mit William Cade als Chefdirigent und mit finanzieller Unterstützung der Australian Broadcasting Corporation. 1949 wurde das nun 55 Mitglieder starke Orchester reformiert und firmierte wieder unter dem alten Namen South Australian Symphony Orchestra mit Henry Krips an der Spitze. 1975 wurde es erneut in den noch heute gültigen Namen Adelaide Symphony Orchestra umbenannt. Als Chefdirigenten wirkten seit dieser Zeit Elyakum Shapirra, Piero Gamba, Albert Rosen, Nicholas Braithwaite und David Porcelijn. Der Chefdirigent, der sich am meisten um das Orchester verdient gemacht hatte, war Arvo Volmer, der von 2004 bis 2013 den Klangkörper leitete, aber als erster Gastdirigent und künstlerischer Leiter dem ASO erhalten bleibt.
2007 kooperierte das Orchester mit der Hip-Hop Gruppe Hilltop Hoods für deren Album The Hard Road Restrung. Zu einer weiteren Zusammenarbeit mit der Gruppe kam es 2015, als das ASO mit 32 Mitgliedern des Orchesters und dem 20-köpfigen Adelaide Chamber Singers Choir das Album Drinking from the Sun, Walking Under Stars Restrung aufzeichnete.
Zu den großen Produktionen des Orchesters zählte die Beteiligung an der Inszenierung des gesamten Rings der Nibelungen von Richard Wagner 1998. Zunächst wurde diese Produktion irrtümlicherweise als die erste Aufführung des Gesamtwerks in Australien bezeichnet, doch die Erstaufführung des Rings hatte bereits im August 1913 im Her Majesty's Theatre in Melbourne stattgefunden.
Auf Vorschlag des Premiers und Kulturministers Mike Rann und mit der finanziellen Unterstützung der Regierung des australischen Bundesstaates South Australia wurde 2009 das ASO beauftragt, im Kontext zum Klimawandel die Weltpremiere von Gerard Brophys The Blue Thread, inspiriert vom Murray River, zur Aufführung zu bringen. Die Premiere fand am 27. November 2010 in der Adelaide Town Hall statt. Diesem Auftrag der Rann-Administration folgten zwei weitere Aufträge an das ASO: ein Gedenkkonzert für den Cricketspieler Donald Bradman mit dem Werk Our Don von Natalie Williams, das im August 2014 uraufgeführt wurde, und am 22. April 2015 die Weltpremiere des Requiems Towards First Light von Iain Grandage zum Jahrestag der ANZAC Landung auf Gallipoli.
Gegenwärtig verfügt das Orchester über 75 fest angestellte Musiker (Stand: 2020). 2016 übernahm Nicholas Carter als damals jüngster Chefdirigent Australiens die Leitung des Orchesters, ein Amt, das er bis 2019 innehatte.

## Chefdirigenten
- William Cade (Chefdirigent, 1939)
- Bernard Heinze (Gastdirigent, 1939)
- Percy Code (Chefdirigent, 1949; interim)
- Henry Krips (Chefdirigent, 1949–72)
- Elyakum Shapirra (Chefdirigent, 1975–79)
- José Serebrier (Erster Gastdirigent, 1982–83)
- Piero Gamba (Chefdirigent, 1983–85)
- Albert Rosen (Chefdirigent, 1986)
- Nicholas Braithwaite (Chefdirigent, 1987–91)
- David Porcelijn (Chefdirigent, 1993–98)
- Arvo Volmer (Chefdirigent, 2004–13)
- Nicholas Carter (Chefdirigent, 2016–19)